# ФК «Динамо» Москва в сезоне 1935
Сезон 1935 года — 13-й в истории футбольного клуба «Динамо» Москва. В нем команда приняла участие в весеннем чемпионате Москвы.

## Общая характеристика выступления команды в сезоне
В этом сезоне команда «Динамо», обладавшая отличным подбором игроков, выступавшим вместе уже довольно длительное время, могла ставить перед собой в первенстве столицы самые высокие задачи.
В весеннем первенстве динамовцы практически не имели турнирных проблем. Однако необычайно насыщенный сезон сборных команд приводил к частым переносам матчей чемпионата столицы (в значительной мере это относилось к «Динамо», делегировавшего в сборные практически всех игроков); возникла угроза даже его срыва. В конечном итоге московский городской совет физической культуры (МГСФК) обязал команду доиграть матчи с указанием конкретных дат; выполняя это требование, команда демонстративно не явилась на встречу с ЦДКА, поскольку, несмотря на распоряжение МГСФК, ее игроки не были к указанной дате возвращены в клуб из расположения сборной. Эта неявка стала единственной потерей очков в турнире, все остальные матчи динамовцы выиграли и в очередной раз стали чемпионами столицы.
Осеннее первенство команда начала с двух весьма крупных побед (несмотря на известную силу «Динамо», поражение недавнего чемпиона Спартакиады ВЦСПС команды «Электрозавод» со счетом 0:8 повергло руководителей профсоюзного спорта в шок). В результате по решению МГСФК команда была «освобождена» от участия в осеннем чемпионате (вместе со «Спартаком») в интересах сборных команд, и чемпионами в отсутствие двух фаворитов стали армейцы. Но «де-факто» (хотя и неофициально) осенний чемпион столицы определился весной следующего года в традиционном матче двух лучших команд на «Призе открытия сезона»: команда «Динамо» обыграла «Спартак» со счетом 5:2.

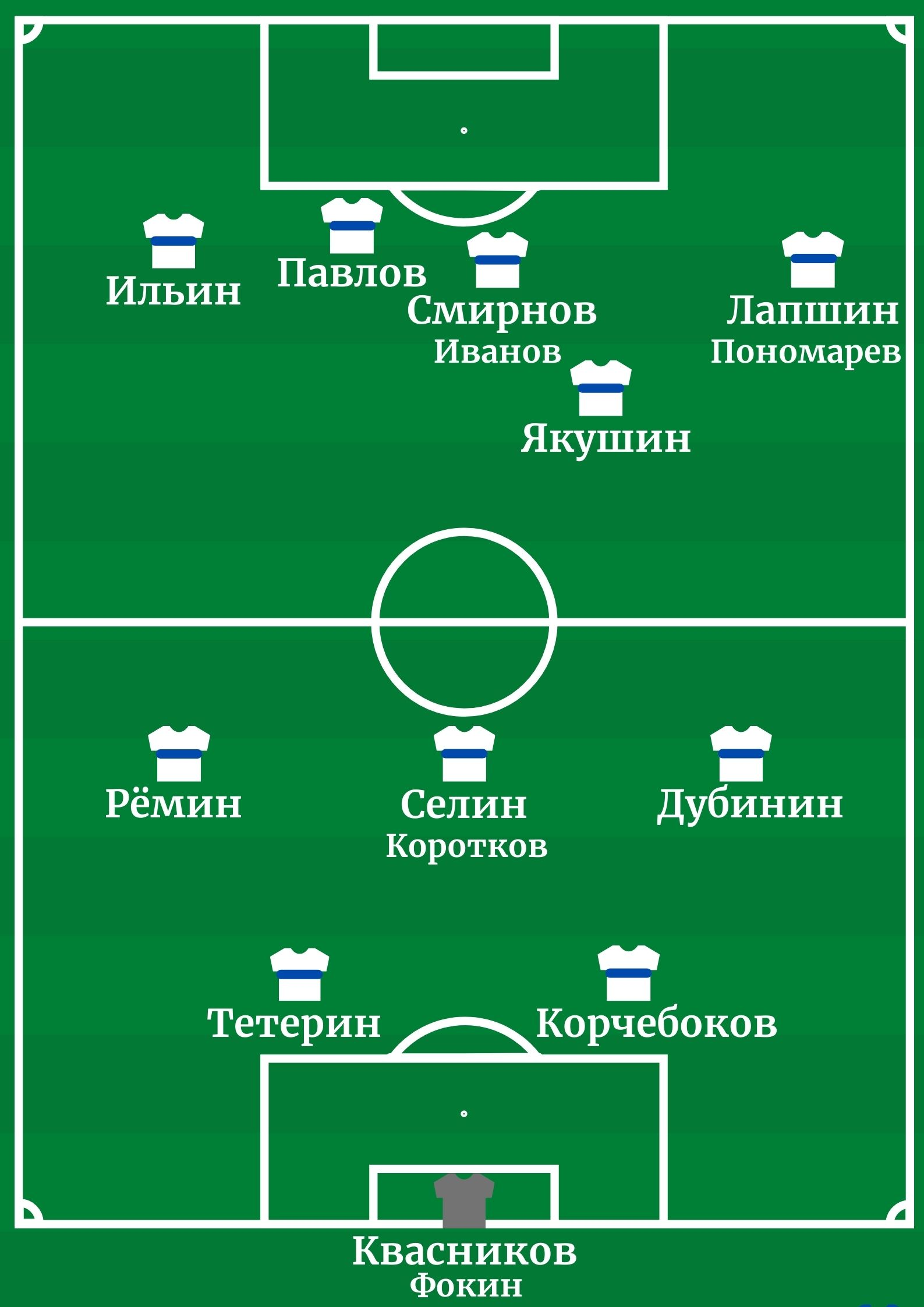

## Команда

### Состав
| Игрок               | Дата рождения    | Сезон в «Динамо» | Бывший клуб            |
| Вратари             | Вратари          | Вратари          | Вратари                |
| ------------------- | ---------------- | ---------------- | ---------------------- |
| Евгений Фокин       | 25 октября 1909  | 6                | КЖД им.Ильича Подольск |
| Александр Квасников | 6 декабря 1912   | 6                | «Динамо» (клубная)     |
| Защитники           |                  |                  |                        |
| Лев Корчебоков      | 11 марта 1907    | 6                | «Динамо» (клубная)     |
| Виктор Тетерин      | 27 января 1906   | 6                | РКимА                  |
| Полузащитники       |                  |                  |                        |
| Виктор Дубинин      | 30 сентября 1901 | 3                | ЗиС                    |
| Фёдор Селин         | 7 марта 1899     | 9                | «Трёхгорка»            |
| Александр Рёмин     | 28 сентября 1910 | 4                | «Трёхгорка»            |
| Павел Коротков      | 14 июля 1907     | 6                | «Динамо» (клубная)     |
| Алексей Лапшин      | 22 февраля 1909  | 5                | РКимА                  |
| Нападающие          |                  |                  |                        |
| Алексей Пономарёв   | 15 февраля 1913  | 1                | «Динамо» (клубная)     |
| Михаил Якушин       | 15 ноября 1910   | 3                | СКиГ                   |
| Павел Савостьянов   | 14 июня 1904     | 6                | «Динамо» (клубная)     |
| Василий Смирнов     | 18 декабря 1908  | 5                | «Трёхгорка»            |
| Сергей Иванов       | 7 мая 1906       | 11               | «Динамо» (клубная)     |
| Василий Павлов      | 23 января 1907   | 9                | «Динамо» (клубная)     |
| Сергей Ильин        | 2 июля 1906      | 5                | ЦДКА                   |
| Евгений Щербов      | 3 марта 1910     | 1                | «Динамо» (клубная)     |

### Изменения в составе
| Поз | Игрок             | Прежний клуб       |
| --- | ----------------- | ------------------ |
| Н   | Алексей Пономарёв | «Динамо» (клубная) |
| Н   | Павел Савостьянов | «Динамо» (клубная) |
| Н   | Евгений Щербов    | «Динамо» (клубная) |

| Поз | Игрок            | Новый клуб         |
| --- | ---------------- | ------------------ |
| П   | Алексей Столяров | «Казанка»          |
| П   | Виталий Стрелков | «Казанка»          |
| Н   | Виктор Новиков   | «Динамо» (клубная) |
| Н   | Виктор Соколов   | «Динамо» (клубная) |

## Официальные матчи

### Чемпионат Москвы 1935 (весна)
Число участников — 8. Чемпион — «Динамо» .
Чемпионат разыгрывался по «круговой системе».
| 18 мая ЧМ 1 (126) | «Динамо» Москва                   | 4:1     | ЗиС                         | Москва                                              |
| | - Якушин 28′ 65′ - Павлов 60′ 84′ | (отчёт) | - 68′ В.Семёнов - 1Т'(пен.) | Стадион: «Динамо» Зрителей: 10 000 Судья: Н.Корнеев |
| «Динамо» Москва: Квасников - Корчебоков, Тетерин - Дубинин, Селин, Рёмин - Лапшин, Савостьянов, Якушин, Павлов, Ильин · ЗиС: Виноградов - Епишин , Поляков - Маслов, Жуков, Ершов - Шумов, Орлов, Курапов, В.Семенов , Емельянов |                                   |         |                             |                                                     |

| 24 мая ЧМ 2 (127) | «Динамо» Москва | 1:0     | «Электрозавод»       | Москва                                            |
| | - Щербов 65′    | (отчёт) | - 33'(пен.) Митронов | Стадион: Рабпроса Зрителей: 8 000 Судья: А.Якушин |
| «Динамо» Москва: Квасников - Корчебоков, Тетерин - Дубинин, Селин , Рёмин - Пономарёв, Якушин, Смирнов, Павлов, Щербов Электрозавод: Ефимов - Пчеликов, Герасимов - Спиридонов, Глебов, Барляев - Козлов, Бушуев, Анисимов, Митронов, Е.Москвин |                 |         |                      |                                                   |

| 2 июн ЧМ 3 (128) | «Динамо» Москва           | 2:1     | «Серп и Молот»  | Москва                                             |
| | - Смирнов 56′ - Ильин 73′ | (отчёт) | - 26′ В.Блинков | Стадион: Рабпроса Зрителей: 8 000 Судья: Я.Медовар |
| «Динамо» Москва: Фокин - Корчебоков, Тетерин - Лапшин, Коротков, Рёмин - Пономарёв, Якушин, Иванов (46' Смирнов), Павлов, Ильин Серп и Молот: Гучков - Булгаков, Н.Ильин ... - Потапов, В.Блинков, Богданов ... |                           |         |                 |                                                    |

| 6 июн ЧМ 4 (129) | «Динамо» Москва | 2:0     | «Казанка» | Москва                                        |
| | Якушин 62′ 86′  | (отчёт) |           | Стадион: КОР Зрителей: 6 000 Судья: Н.Корнеев |
| «Динамо» Москва: Квасников - Корчебоков, Тетерин - Дубинин, Селин, Рёмин -Лапшин, Якушин, Смирнов (75' Иванов), Павлов, Ильин Казанка: Разумовский - Соколов... - Артемьев, Морозов ... |                 |         |           |                                               |

| 6 авг ЧМ 5 (130) | «Динамо» Москва           | 2:0     | «Спартак»            | Москва                                              |
| | - Павлов 25′ - Лапшин 33′ | (отчёт) | - 85'(пен.) Степанов | Стадион: «Динамо» Зрителей: 15 000 Судья: А.Щелчков |
| «Динамо» Москва: Квасников - Корчебоков, Тетерин - Дубинин, Селин, Рёмин - Лапшин, Якушин, Смирнов, Павлов, Ильин Спартак: Рыжов (25' Акимов) - Ал-др Старостин, Путилин - Максимов, Н.Глазков, Леута - Н.Старостин , П.Старостин, В.Степанов, Никифоров, Величкин |                           |         |                      |                                                     |

| 18 авг ЧМ 6 | «Динамо» Москва | -:+ (неявка) | ЦДКА | Москва          |
|             |                 | (отчёт)      |      | Стадион: «ЦДКА» |

| 20 авг ЧМ 7 (131) | «Динамо» Москва                      | 3:0     | ЗиФ | Москва                                             |
| | - Ильин 6′ - Селин 28′ - Смирнов 68′ | (отчёт) |     | Стадион: «Динамо» Зрителей: 8 000 Судья: Н.Корнеев |
| «Динамо» Москва: Фокин - Корчебоков, Коротков - Дубинин, Селин, Рёмин - Лапшин (46' Пономарёв), Смирнов, Иванов, Павлов, Ильин ЗиФ: Есенин - Федотов, Карелин - Корнилов, Андр.Ржевцев, Михайлов - Никифоров (46' Репин), Волков , Чиковани, Ильичев, Теренков |                                      |         |     |                                                    |

#### Итоговая таблица
| М | Клуб           | И | В | Н | П | М     | О   |
| - | -------------- | - | - | - | - | ----- | --- |
|   | «Динамо»       | 7 | 6 | 0 | 1 | 14:2  | 18  |
|   | «Спартак»      | 7 | 5 | 0 | 2 | 33:10 | 16½ |
|   | ЦДКА           | 7 | 3 | 2 | 2 | 10:13 | 15  |
| 4 | «Электрозавод» | 7 | 2 | 3 | 2 | 10:13 | 14  |
| 5 | «Серп и Молот» | 7 | 3 | 0 | 4 | 16:11 | 13  |

### Чемпионат Москвы 1935 (осень)
Число участников — 8 (изначально). После двух сыгранных туров команды «Динамо» и «Спартак» освобождены от участия ввиду востребованности большого числа игроков этих команд в различных сборных. Таким образом, турнир заканчивали 6 участников. Чемпион — ЦДКА .
Чемпионат разыгрывался по «круговой системе».
| 24 авг ЧМ 1 (132) | «Динамо» Москва                                                               | 8:0     | «Электрозавод» | Москва                                              |
| | - Якушин 18′ 63′ - Павлов 20′ 61′ - Смирнов 49′ 70′ - Иванов 79′ - Лапшин 88′ | (отчёт) |                | Стадион: «Динамо» Зрителей: 2 000 Судья: В.Васильев |
| «Динамо» Москва: Квасников - Корчебоков, Тетерин - Дубинин, Селин, Рёмин - Лапшин, Якушин, Смирнов, Павлов (65' Иванов), Ильин Электрозавод: Ефимов - Пчеликов , Карелин - Бушуев, Хренов (46' Козлов), Спиридонов - Москвин, Суханов, Анисимов, Кожин, П.Тарасов |                                                                               |         |                |                                                     |

| 21 сен ЧМ 2 (133) | «Динамо» Москва                                             | 6:0     | ЗиФ | Москва                                            |
| | - Иванов 25′ - Павлов 33′ 68′ - Смирнов 41′ 65′ - Ильин 77′ | (отчёт) |     | Стадион: «Динамо» Зрителей: 8 000 Судья: А.Якушин |
| «Динамо» Москва: Квасников - Корчебоков, Тетерин - Дубинин, Селин, Рёмин - Лапшин (46' Пономарёв), Иванов, Смирнов, Павлов, Ильин ЗиФ: Есенин - Федотов, Карелин - Репин, Ан.Ржевцев, Михайлов - Никифоров, Ильичев, Чиковани, Волков , Теренков |                                                             |         |     |                                                   |

## Товарищеские матчи

#### Тур на Кавказ
| 9 апр ТМ 1 | «Динамо» Москва                                         | 5:9     | «Динамо» Тифлис                                                                               | Тифлис                                          |
| | - Ильин 1:1′ 5:7′ - Иванов 27′ 57′ (пен.) - Якушин 3:1′ | (отчёт) | - 10′ 44′ (пен.) 4:4′ (пен.) - 5:4′ (пен.) 87′ 89′ Ямшинов - 55′ 80′ Асламазов - 82′ Абашидзе | Стадион: им.Ленина Судья: М.Бутусов (Ленинград) |
| «Динамо» Москва: Фокин - Корчебоков, Тетерин - Дубинин, Коротков, Рёмин - Новиков, Смирнов, Иванов, Якушин, Ильин «Динамо» Тифлис: Дорохов - …, Шавгулидзе - Николайшвили, Почхуа, Белов - Абашидзе, Панин, Асламазов, Ямшинов, Сомов |                                                         |         |                                                                                               |                                                 |

| 10 апр ТМ 2                                                                            | «Динамо» Москва                     | 4:1     | ЗИИ Тифлис | Тифлис                                       |
|                                                                                        | - Якушин 1:1′ 60′ - Павлов 65′ 4:1′ | (отчёт) |            | Стадион: им.Ленина Судья: Кравченко (Тифлис) |
| «Динамо» Москва: Квасников - ... Новиков, Павлов, Якушин, Ильин ЗИИ Тифлис: Касрадзе - |                                     |         |            |                                              |

| 12 апр ТМ 3 | «Динамо» Москва                                       | 4:2     | Тифлис                                                     | Тифлис                                      |
|             | - Павлов 16′ - Новиков 30′ - Иванов 38′ - Смирнов 65′ | (отчёт) | - 10′ Сомов (?) - 1:1'(пен.) Асламазов - 70′ Бердзенишвили | Стадион: им.Ленина Судья: Ларионов (Тифлис) |

| 15 апр ТМ 4 | «Динамо» Москва                          | 2:0     | «Динамо» Баку | Баку                                     |
| | - Якушин 59′ (пен.) - Смирнов 76′ (пен.) | (отчёт) | - 83'(пен.)   | Стадион: «Динамо» Судья: Аракелов (Баку) |
| «Динамо» Москва: Фокин - Мышляев, Тетерин - Дубинин, Качалин, Коротков - Новиков, Смирнов, Якушин, Павлов, Щербов «Динамо» Баку: Силянов - Рейх, Мингайлов - Блажевич, Петросян, Пацевич - Оганов, Перевезенцев, Смагин, М.Ханаферов, В.Ханаферов |                                          |         |               |                                          |

| 17 апр ТМ 5 | «Динамо» Москва | 1:4     | «Строители» Баку          | Баку              |
| | - Ильин 1:4′    | (отчёт) | - 14′ 19′ 3:0′ Амирджанов | Стадион: «Динамо» |
| «Динамо» Москва: Квасников - Коротков, Тетерин - Дубинин, Селин, Рёмин - Новиков, Смирнов, Иванов, Якушин, Ильин «Строители» Баку: Иконников - Бусалаев, Микаэлян - Шибаев, Маркаров, Бабаев - Гнездов, Степанов, Малкин, Амирджанов, Саркисов |                 |         |                           |                   |

| 18 апр ТМ 6 | «Динамо» Москва | 1:2     | «Динамо» Баку                   | Баку              |
| | - Новиков 12′   | (отчёт) | - 14′ Шмульковский - 22′ Оганов | Стадион: «Динамо» |
| «Динамо» Москва: Фокин - Коротков, Тетерин - Дубинин, Качалин, Рёмин - Новиков, Смирнов, Иванов, Павлов, Ильин «Динамо» Баку: Силянов - Рейх, Мингайлов - Блажевич, Петросян, Пацевич - Оганов, Перевезенцев, Шмульковский, Смагин, В.Ханаферов |                 |         |                                 |                   |

| 22 апр ТМ 7                                                                           | «Динамо» Москва                                 | 3:3     | «Динамо» Ростов              | Ростов-на-Дону                           |
|                                                                                       | - Иванов 25′ - ? 27′ - 2:3'(пен.) - Павлов 3:3′ | (отчёт) | - 39′ Курабо - 60′ ? - 63′ ? | Стадион: «Динамо» Судья: Щербов (Москва) |
| «Динамо» Москва: Квасников - ...Иванов, Павлов «Динамо» Ростов: Камбулов - ... Курабо |                                                 |         |                              |                                          |

| 24 апр ТМ 8                                                    | «Динамо» Москва | 5:0     | «Динамо» Ростов | Ростов-на-Дону    |
|                                                                |                 | (отчёт) | - 2Т'(пен.)     | Стадион: «Динамо» |
| «Динамо» Москва: Селин, Лапшин, Иванов, Смирнов, Павлов, Ильин |                 |         |                 |                   |

#### Предсезонные игры
| ~ 1 мая ТМ 9 | «Динамо» Москва | 1:0     | «Трёхгорка» | Москва |
|              |                 | (отчёт) |             |        |

| ~ 3 мая ТМ 10 | «Динамо» Москва | 10:0    | Завод «Динамо» | Москва |
|               |                 | (отчёт) |                |        |

#### Приз открытия сезона
| 6 мая ТМ 11 | «Динамо» Москва               | 3:1     | «Спартак»         | Москва                                            |
| | - Павлов 30′ 85′ - Якушин 50′ | (отчёт) | - 63′ Н.Старостин | Стадион: «ЗиС» Зрителей: 20 000 Судья: В.Васильев |
| «Динамо» Москва: Квасников - Корчебоков, Тетерин - Дубинин, Селин, Рёмин - Лапшин, Якушин, Смирнов, Павлов, Ильин Спартак: Рыжов; Ал.Старостин, Путилин; П.Старостин, Ан.Старостин, Леута; Н.Старостин, Комаров, Степанов, Никифоров, Величкин |                               |         |                   |                                                   |

#### Товарищеские игры
| ~ 10 авг ТМ 12 | «Динамо» Москва | 3:1     | Орехово | Орехово-Зуево                            |
|                |                 | (отчёт) |         | Стадион: Дворца культуры Зрителей: 5 000 |

| ~ 15 авг ТМ 13                                                                          | «Динамо» Москва                          | 7:2     | Завод им.Куйбышева Коломна | Коломна |
|                                                                                         | - Ильин 1:0′ - Ильин 1Т'(пен.) - Смирнов | (отчёт) |                            |         |
| «Динамо» Москва: Акулов - ... Смирнов, Ильин Завод им.Куйбышева Коломна: Богданов - ... |                                          |         |                            |         |

## Статистика сезона

### Игроки и матчи

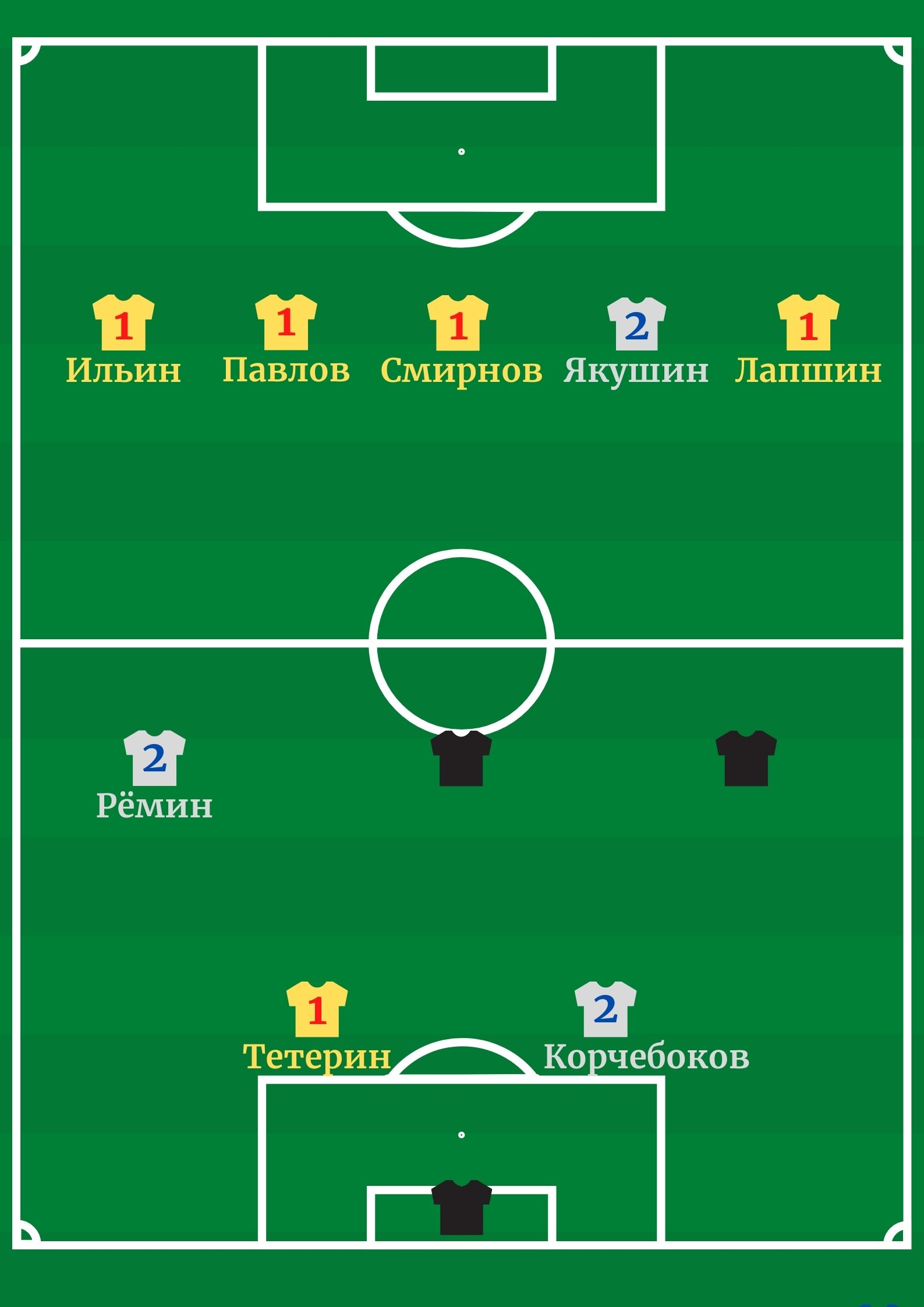
Динамовцы в списке 33 лучших футболистов

| Игрок               | Чемпионат Москвы | Чемпионат Москвы | Товарищеские матчи | Товарищеские матчи | Всего официальные матчи | Всего официальные матчи |
| Игрок               | Вышел на замену  | Гол              | Вышел на замену    | Гол                | Вышел на замену         | Гол                     |
| Вратари             | Вратари          | Вратари          | Вратари            | Вратари            | Вратари                 | Вратари                 |
| ------------------- | ---------------- | ---------------- | ------------------ | ------------------ | ----------------------- | ----------------------- |
| Александр Квасников | 6                | (-1)             | 4                  | (-9)               | 28                      | (-32)                   |
| Евгений Фокин       | 2                | (-1)             | 2                  | (-9)               | 44                      | (-58)                   |
| Защитники           |                  |                  |                    |                    |                         |                         |
| Лев Корчебоков      | 8                |                  | 2                  |                    | 63                      |                         |
| Виктор Тетерин      | 7                |                  | 4                  |                    | 68                      |                         |
| Виктор Дубинин      | 7                |                  | 4                  |                    | 39                      |                         |
| Полузащитники       |                  |                  |                    |                    |                         |                         |
| Фёдор Селин (1)     | 7                | 1                | 2                  |                    | 62                      | 12                      |
| Александр Рёмин     | 8                |                  | 3                  |                    | 26                      |                         |
| Павел Коротков      | 2                |                  | 3                  |                    | 27                      | 1                       |
| Нападающие          |                  |                  |                    |                    |                         |                         |
| Алексей Лапшин      | 6                | 2                | 2                  |                    | 41                      | 13                      |
| Михаил Якушин       | 6                | 6                | 4                  | 5                  | 23                      | 11                      |
| Василий Смирнов     | 7                | 6                | 7                  | 3                  | 54                      | 38                      |
| Василий Павлов      | 8                | 7                | 7                  | 6                  | 85                      | 96                      |
| Сергей Ильин (7)    | 7                | 3                | 6                  | 4                  | 54                      | 41                      |
| Сергей Иванов       | 5                | 2                | 5                  | 4                  | 119                     | 108                     |
| Алексей Пономарёв   | 4                |                  |                    |                    | 4                       |                         |
| Павел Савостьянов   | 1                |                  |                    |                    | 53                      | 17                      |
| Евгений Щербов      | 1                | 1                | 1                  |                    | 1                       | 1                       |

| Турнир            | Игрок         | Вышел на замену | Игрок         | Гол |
| ----------------- | ------------- | --------------- | ------------- | --- |
| Сезоны в клубе    | Сергей Иванов | 11              |               |     |
| Официальные матчи | Сергей Иванов | 119             | Сергей Иванов | 108 |
| Чемпионат Москвы  | Сергей Иванов | 110             | Сергей Иванов | 95  |

Достижения в сезоне
- Сергей Иванов первым сыграл в 11 сезоне за «Динамо»